# Ildemaro Torres
Ildemaro Torres Núñez (Cumaná, 22 de agosto de 1936-Buenos Aires, 13 de enero de 2025) fue un médico, gerente cultural y ensayista venezolano, dedicado a la historia del humorismo en Venezuela. Destacan, entre sus obras, el extenso trabajo El humorismo gráfico en Venezuela (1982), y sus investigaciones sobre el humorista y artista plástico Pedro León Zapata.

## Biografía
En 1960 se graduó de médico cirujano en la Universidad Central de Venezuela (UCV), de donde también fue profesor. En Inglaterra obtuvo el doctorado en neuropatología de la Universidad de Birmingham. Fue fundador y parte de la primera plantilla de profesores de la Escuela de Medicina de la Universidad de Oriente. Fue columnista habitual del diario El Nacional y de El Globo.  
Ejerció la presidencia del Fondo de Fomento Cinematográfico (Foncine) y de la Cinemateca Nacional (1990-1991). En 1993 fue uno de los impulsores de la Ley de Cinematografía Nacional. También encabezó la Dirección de Cultura de la UCV y fue presidente honorario del Espacio Anna Frank. 
Estuvo casado con Sonia Hecker, también médico y docente.

## Obra
- Chile, de Allende a la Junta Militar (1974)
- Zapata (1979)
- Ernesto Cardenal en Solentiname (1981)
- El humorismo gráfico en Venezuela (1982)
- Aquiles Nazoa inventor de mariposas (1998)
- Abilio, maestro no solo del dibujo (2000)
- Aquiles Nazoa (2005)
- Morella Muñoz (2006)
- La magia del buen decir, antología de conferencias de Aquiles Nazoa (2009).